# Oxford University Handball Club

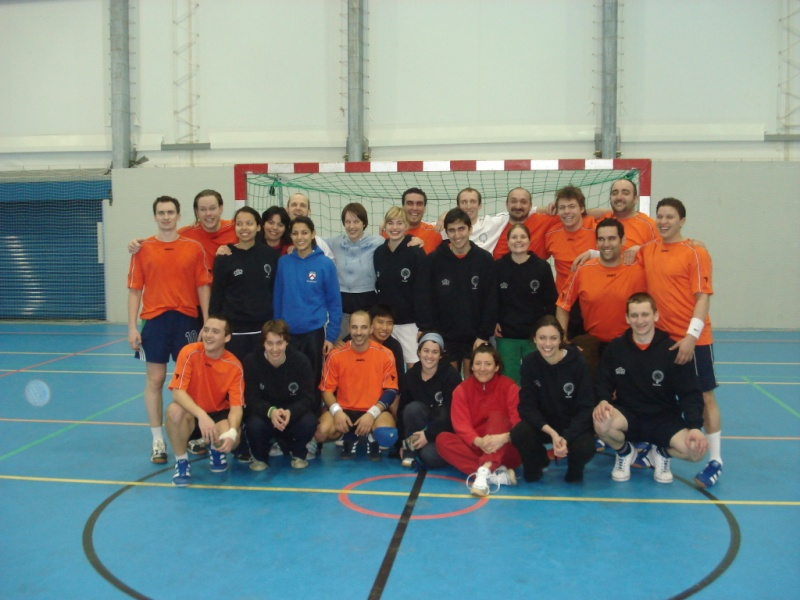
Club de balonmano de la Universidad de Oxford durante los campeonatos de Universidades.

El Club de Balonmano de la Universidad de Oxford, es uno de los mejores clubes de Inglaterra tanto su equipo masculino como su equipo femenino. El equipo masculino, además es el actual campeón del campeonato de universidades por cuarto año consecutivo.
El club se fundó en 2001, temporada en la que sin las más mínimas ayudas por parte de la Universidad consiguieron registrarse en la federación Inglesa.
En su palmarés, el club cuenta con seis campeonatos universitarios británicos (British University Championships) en 2004, 2005, 2006, 2007, 2009 y 2013; un segundo puesto en la copa británica (British cup) en 2006, un campeonato de Liga inglesa (English League) en 2006. Esta victoria les permitió además participar en la Challenge Cup de la Federación Europea de Balonmano. Además, han ganado dos torneos de Balonmano-Playa Ingleses (English Beach-Handball Tournament).
En la temporada 2006-7, el equipo de Oxford consiguió la plaza para una nueva participación en la Challenge Cup.

## Cuadro de triunfos
| Temporada | Liga Inglesa     | Copa Británica | Camp. Universitario | EHF Challenge Cup |
| --------- | ---------------- | -------------- | ------------------- | ----------------- |
| 2001-02   | (no participó)   | (no participó) | 3                   | (no participó)    |
| 2002-03   | (no participó)   | (no participó) | 2                   | (no participó)    |
| 2003-04   |                  |                | campeón             | (no participó)    |
| 2004-05   |                  |                | campeón             | (no participó)    |
| 2005-06   | campeón          | 3              | campeón             | (no participó)    |
| 2006-07   | 3                | 3              | campeón             | 1.ª ronda         |
| 2007-08   | 5.º              | 2.º            | 2.º                 | 1.ª ronda         |
| 2008-09   | 5.º              | no disputado   | Campeón             | (no participó)    |
| 2009-10   | -                | -              | 4.º                 | (no participó)    |
| 2010-11   | Campeón (2ª div) | -              | Subcampeón          | (no participó)    |
| 2011-12   | 4º               | -              | 4º                  | (no participó)    |
| 2012-13   | -                | -              | Campeón             | (no participó)    |

- Datos: Q1243767